# Catherine Deudon
Catherine Deudon, née à Orléans le 15 avril 1940, est une photographe et militante féministe française. Durant les années 1970, elle participe au Mouvement de libération des femmes dont elle photographie les actions et réunions. Ces clichés constituent aujourd'hui un important témoignage des luttes féministes de cette période, en France.

## Biographie
Peu encline aux études, Catherine Deudon commence à militer, en 1954, en collant des affiches contre la Guerre d'Algérie. Elle se passionne ensuite pour la photographie et découvre Simone de Beauvoir et le féminisme à 17 ans. Le Deuxième sexe agit comme une révélation pour elle. En 1962, elle est l'assistante de la photographe Denise Colomb. Elle n’adhère pas à Mai 68, trop semblable à son goût au stalinisme.
Elle participe au mouvement féministe à partir de 1970, après la lecture du manifeste écrit par Monique Wittig. Catherine Deudon fait de nombreuses photographies de réunions et d'actions des groupes féministes dont celles des débuts du Mouvement de libération des femmes. Ses premières photos se caractérisent par des plans larges, essayant de capter le plus de visages de femmes possible. Avec le début des études féministes, elle fait de plus en plus de portraits de femmes qui deviennent célèbres. Elle impute le déclin du mouvement à la privatisation du sigle MLF par Antoinette Fouque.
Catherine Deudon écrit dans différents journaux comme Le Torchon brûle ou encore Les Femmes s’entêtent. Elle rédige un texte nommé « Les tendances contre le Mouvement de libération des femmes » publié par Libération en 1975. Elle est également la rédactrice des « chroniques du sexisme ordinaire ».

## Droits et archives
Catherine Deudon est représentée par l'agence Roger-Viollet.
Plus de 1 200 photographies de Catherine Deudon ont été numérisées par l'université d'Angers et sont consultables au sein de la bibliothèque universitaire d'Angers, au Centre des Archives du Féminisme (CAF).

## Publications

### Livres photo
- Catherine Deudon, Un mouvement à soi: images du mouvement des femmes, 1970-2001, Syllepse, 2003 (ISBN 978-2-84797-017-3, lire en ligne)
- Barbara Klaw, Beauvoir's Paris, Syllepse, 1999 (ISBN 978-2-907993-94-4, lire en ligne)

### Articles de revues
- Catherine Deudon, « La révolte féminine ça commence dans un “garçon manqué », ça commence dans une sale “gouine” aussi », Le Torchon brûle,‎ n°2
- Catherine Deudon, « Aux sœurs des organisations principalement trotskystes et maoïstes », Le Torchon brûle,‎ n°2
- Catherine Deudon, « Sale texte écrit par une saleté », Le Torchon brûle,‎ n°4
- Catherine Deudon, « Révolte – garçon manqué - subversion », Le Torchon brûle,‎ n°5
- Catherine Deudon, « Article sur une femme barbue rencontrée à la Lesbian food conspiracy de New york », Les Temps Modernes,‎ mai 1974
- Catherine Deudon, « Radicale-ment nature-elle-ment », La Revue d’en face,‎ 1er trimestre 1981
- Catherine Deudon, « Voile sur le dos des femmes », Prochoix,‎ avril 2004

### Articles écrits sous le pseudonyme Catherine Glaviot
- Différents textes dans préf. de Simone de Beauvoir, Le Sexisme ordinaire, Éditions du Seuil, 1979 (ISBN 2-02-005201-6 et 978-2-02-005201-6, OCLC 5625700, lire en ligne)
- Catherine Deudon, « Prévenez avant d'exagérer après », Les Temps Modernes,‎ novembre 1980
- Catherine Deudon, « Le sage-homme chasse-femme », Les Temps Modernes,‎ septembre 1982

### Articles sur Internet
- Sur le site de Sisyphe, le 28 janvier 2005 et sur le site de La gauche cactus, le 25 février 2005 : « Le droit à l’avortement est un progrès par rapport à l’avortement clandestin » (réponse à Christine Boutin)
- Sur Mezetulle, le blog et site de la philosophe Catherine Kintzler, le 30 septembre 2011 : « Le viol est un crime : cela rend-il la preuve inutile ? » (réponse au texte d’appel à la manifestation du 11 septembre 2011, Place des Vosges à Paris, sous les fenêtres de Dominique Strauss-Kahn.